# Into Harmony's Way
Into Harmony's Way (titulado De forma armoniosa en Hispanoamérica y En peligro de armonía en España) es el séptimo episodio de la duodécima temporada y el número 217 en general de la serie de televisión animada de comedia Padre de familia. Se estrenó originalmente por FOX el 8 de diciembre de 2013 en Estados Unidos.

## Recepción

### Audiencia
El episodio fue visto por un total de 5.36 millones de personas en su estreno en Estados Unidos. Fue el segundo espectáculo más visto de la noche de la dominación de la animación en FOX venciendo a American Dad! y Bob's Burgers pero perdiendo frente a Los Simpson, que obtuvo 6.85 millones de televidentes.